# Požega (Srbsko)
Požega (v srbské cyrilici Пожега) je město na západě Srbska, 180 km jihozápadně od Bělehradu. Nachází se v blízkosti města Užice, s nímž je i ekonomicky a dopravně propojeno. Administrativně spadá pod Zlatiborský okruh. V roce 2011 mělo město 13 153 obyvatel.

## Přírodní poměry a poloha
Požega se nachází na řece Skrapež, blízko jejího ústí do řeky Đetinja, v horské krajině mezi vrcholy Loret, Ravni krš a Bjelosevac, na západním okraji Ovčansko-kablarské soutěsky. Podobně jako ve městě Čačak je i hlavní náměstí v Požeze kruhového tvaru a okolní ulice jsou uspořádány v pravoúhlé síti.

## Historie
Město je poprvé připomenuto v roce 1330 jako osada. V roce 1463 se dostala pod nadvládu Turků. Roku 1663 zde turecký cestovatel Evlija Čelebi při svých výpravách po zemích Osmanské říše napočítal 10 mešit a 3 školy. Po druhém srbském povstání se stala součástí srbského knížectví, po roce 1918 Království SHS a později Jugoslávie. Za druhé světové války byla součástí tzv. užické republiky, 
V roce 1947 zde byl v rámci první pětiletky vybudován závod na výrobu alkoholických i nealkoholických nápojů, který byl roku 2008 privatizován.
Od roku 2009 se v Požeze nachází skladiště ropy.

## Kultura
Na místním nádraží se nachází Muzeum úzkorozchodné železnice (srbsky Železnički muzej uzanog koloseka). Na západním okraji města stojí kostel pravoslavné církve.

## Doprava
Město představuje železniční křižovatku. Na místním nádraží se nachází mimo jiné i muzeum úzkorozchodné dráhy. Přes Požegu prochází především trať Bělehrad-Bar. Začíná zde rovněž trať Požega–Stalać, která směruje na východ Ovčarsko-kablarskou soutěskou do měst Čačak a Kraljevo. 
Kříží se zde dva silniční tahy; Čačak-Užice (západ-východ) a Valjevo-Ivanjica (sever-jih). Silniční obchvat vede jižně od města a nedaleko od něj se nachází i autobusové nádraží. Výhledově má jihovýchodně od města vést dálnice A2, která tudy povede směrem do Černé Hory. Jihovýchodně od města se má nacházet mimoúrovňová křižovatka s dálnicí A6. 

## Zdravotnictví
V Požeze se nachází všeobecná nemocnice.

## Zajímavosti
V Požeze stojí také kasárny Petra Leliće, které patří srbské armádě.